# Christine Marie Berkhout
Christine Marie Berkhout (ur. 13 lipca 1893 w Malang, zm. 18 listopada 1932) – holenderska mykolożka.
Urodziła się w Indonezji na wyspie Jawa. W 1923 roku w swojej pracy doktorskiej na Uniwersytecie w Utrechcie opisała rodzaj Candida. Wydarzenie to zostało później opisane jako oznaczające „początek racjonalnej taksonomii drożdży.
Opisała nowe taksony grzybów. W ich naukowych nazwach dodawany jest skrót jej nazwiska Berkh.